# Aleš Loprais
Aleš Loprais, né le 10 janvier 1980 à Olomouc, est un pilote de rallyes tchèque, spécialiste de rallye-raid en camion.

## Biographie
Il est le neveu de Karel Loprais.

## Palmarès

### Résultats au Rallye Dakar
| Année   | Catégorie | Marque | Poste    | Position        | Victoires d’étapes |
| ------- | --------- | ------ | -------- | --------------- | ------------------ |
| 2006    | Camion    | Tatra  | copilote | abd             | -                  |
| 2007    | Camion    | Tatra  | pilote   | 3e              | 1                  |
| 2008 CE | Camion    | Tatra  | pilote   | 3e              | (1)                |
| 2009    | Camion    | Tatra  | pilote   | abd             | -                  |
| 2010    | Camion    | Tatra  | pilote   | abd             | -                  |
| 2011    | Camion    | Tatra  | pilote   | abd             | 2                  |
| 2012    | Camion    | Tatra  | pilote   | abd             | 1                  |
| 2013    | Camion    | Tatra  | pilote   | 6e              | 1                  |
| 2014    | Camion    | Tatra  | pilote   | 6e              | 2                  |
| 2015    | Camion    | MAN    | pilote   | 4e              | 1                  |
| 2016    | Camion    | Iveco  | pilote   | abd             | -                  |
| 2017    | Camion    | Tatra  | pilote   | 7e              | -                  |
| 2018    | Camion    | Tatra  | pilote   | abd             | 1                  |
| 2019    | Camion    | Tatra  | pilote   | 5e              | -                  |
| 2020    | Camion    | Tatra  | pilote   | 7e              | -                  |
| 2021    | Camion    | Tatra  | pilote   | 5e              | -                  |
| 2022    | Camion    | Tatra  | pilote   | 21e             | -                  |
| 2023    | Camion    | Praga  | pilote   | Abd. (étape 10) | 2                  |
| 2024    | Camion    | Praga  | pilote   | 2e              | 3                  |
| 2025    | Camion    | Iveco  | pilote   | 3e              | 5                  |